# Jean Oury
Jean Oury (La Garenne-Colombes, 5 de març de 1924 - Cour-Cheverny, 15 de maig de 2014) fou un psiquiatre i psicoanalista francès. Figura destacada de la psicoteràpia institucional, la qual havia implementat Francesc Tosquelles, fou el fundador de la clínica de La Borde, que va dirigir amb Félix Guattari fins a la seva mort. També va ser membre de l'École freudienne de París, fundada per Jacques Lacan.
La vida de Jean Oury tendeix a fusionar-se amb la seva obra, la clínica de La Borde. Formà el Groupe de travail de psychothérapie et de sociothérapie institutionnelles (GTPSI) amb Hélène Chaigneau, Francesc Tosquelles, Horace Torrubia, Roger Gentis i Jean Ayme. El GTPSI es va reunir catorze vegades entre 1960 i 1966.
El seu germà, Fernand Oury, és el creador del moviment educatiu de la pedagogia institucional.
| «           | Atendre els malalts sense tractar l'hospital és una bogeria. | » |
| — Jean Oury |                                                              |   |

## Obra publicada
- Il, donc, Union Générale d'Éditions, París, 1978.
- Onze heures du soir à La Borde, éd. Galilée, París, 1980.
- Pratique de l'institutionnel et politique, amb Félix Guattari i Francesc Tosquelles, éd. Matrice, Vigneux, 1985.
- Le collectif : le séminaire de Sainte-Anne, Champ social éditions, Nimes, 1999.
- Création et schizophrénie, éd. Galilée, París, 1989.
- L'aliénation, éd. Galilée, París, 1992.
- Les séminaires de La Borde (1996-1997), Les éditions du Champ social, Nimes, 1998.
- Psychiatrie et psychothérapie institutionnelle, Les éditions du Champ social, Nimes, 2001.
- À quelle heure passe le train… Conversations sur la folie, amb Marie Depussé, éd. Calmann-Lévy, París, 2003.
- Préfaces, éd. Le Pli, Orleans, 2004.
- Essai sur la conation esthétique (thèse de médecine, 1950), éd. Le Pli, Orleans, 2005.
- Rencontre avec le Japon: Jean Oury à Okinawa, Kyoto, Tokyo, coordinació: Philippe Bernier, Stefan Hassen Chedri, Catherine de Luca-Bernier, coéd. Champ social éditions / Matrice, 2007.
- Essai sur la création esthétique, éd. Hermann, París, 2008.
- Itinéraires de formation, éd. Hermann, París, 2008.
- La psychose, la mort, l'institution, éd. Hermann, París, 2008.
- Dialogues à La Borde, éd. Hermann, Paris, 2008.
- Préalables à toute clinique des psychoses : dialogue avec Patrick Faugeras, éd. Érès, Tolosa de Llenguadoc, 2012.
- La Psychothérapie institutionnelle de Saint-Alban à La Borde, París, Éditions d'une, 2016.
- Les Symptômes primaires de la schizophrénie, cours de psychopathologie (Jussieu, 1984-1986), París, Éditions d'une, 2016.

### Filmografia
- Le Sous bois des insensés, une traversée avec Jean Oury (Martine Deyres, 2016)[10]